# Lomandra laxa
Lomandra laxa là một loài thực vật có hoa trong họ Măng tây. Loài này được (R.Br.) A.T.Lee mô tả khoa học đầu tiên năm 1962.